# Folk psychédélique
Genres dérivés
Musique électroacoustique, folktronica, freak folk, néofolk
Le folk psychédélique, psych folk ou acid folk, est une forme de musique psychédélique ayant émergé dans les années 1960 à travers la fusion entre la musique folk et le rock psychédélique. Elle fait usage de l'instrumentation acoustique du folk accompagnée des instruments musicaux du rock psychédélique.

## Caractéristiques
Le psych folk favorise en général l'instrumentation acoustique, bien que d'autres instruments n'en soient pas exclus. Du chant, de la musique ancienne et des éléments issus de la musique folk hors occident sont inclus dans le psych folk. Comme pour son équivalent rock, le folk psychédélique est connu pour sa sonorité de type trance, atmosphérique, et se base souvent sur l'improvisation et des éléments musicaux venus des Indes. Les paroles se centrent principalement sur les thèmes de la nature, de l'amour, de la beauté, et tente d'évoquer un état d'esprit associés aux effets des drogues psychédéliques.

## Histoire

### Années 1960
La première utilisation musicale du terme psychédélique semble être effectuée par le groupe de folk new-yorkais The Holy Modal Rounders dans leur reprise du titre Hesitation Blues de Lead Belly en 1964. Le guitariste folk/avant-garde John Fahey enregistre de nombreux groupes dans les années 1960 qui usent de techniques inhabituelles telles que des passages inversés de cassettes audio. Son The Great San Bernardino Birthday Party de 19 minutes « anticipe les éléments du psychédélique avec ses improvisations nerveuses et ses grattages étranges de guitare. » D'autres chansons issues de The Great San Bernardino Birthday Party & Other Excursions (enregistrées entre 1962 et 1966) font également usage d'« humeurs et dissonances troublantes » qui les mèneront dans la lignée folk. En 1967, il joue aux côtés du groupe psychédélique/avant-garde/noise rock Red Krayola (puis Red Crayola) au Berkeley Folk Festival enregistré puis paru dans l'album Live 1967.
D'une manière similaire, les premières chansons du guitariste folk Sandy Bull « incorporent des éléments de folk, et de jazz [...]. » Son album publié en 1963 Fantasias for Guitar and Banjo explore de nombreux styles et instruments. D'autres albums, comme E Pluribus Unum (1968) et son album live Still Valentine's Day 1969, sont enregistrés d'une manière expérimentale, et contiennent de longues improvisations et des éléments psychédéliques,.

### Déclin
Au début des années 1970, le psychédélique décline et ces groupes folk qui n'ont pas encore changé d'orientation musicale commencent à se séparer. Des groupes de folk britanniques commencent à s'électrifier comme le fait le duo acoustique Tyrannosaurus Rex qui deviendra T. Rex.

### Revirement
L'intérêt dans la musique folk refait surface chez les artistes indépendants et les groupes crossover qui dominent plus que la scène underground à la fin des années 1990, qui conduisent au revirement du folk psychédélique pendant la décennie suivante avec le mouvement New Weird America, qui voit également la popularité du genre freak folk grimper en flèche. Également, les premiers albums d'Animal Collective sont associés au freak folk, idem pour leur collaboration avec le musicien folk britannique Vashti Bunyan et The Microphones/Mount Eerie qui mêlent éléments naturels au lo-fi et au psychédélique. Ils se popularisent dans la scène musicale indépendante après leur succès bien accueilli sur Pitchfork,, ; d'autres musiciens et groupes commencent à expérimenter le genre, comme Grizzly Bear, Devendra Banhart, et Grouper.